# Гнаровське
Гнаро́вське (до 1945 — Вербове) — село в Україні, Запорізькому районі Запорізької області. Входить до складу Петро-Михайлівської сільської громади. Колишній центр Гнаровської сільської ради. Назване на честь санінструкторки Валерії Гнаровської.

## Географія
Село Гнаровське розташоване на березі невеликої річки, притоки Вільнянки, вище за течією примикає село Новотроїцьке, нижче за течією на відстані 3 км — село Георгіївське. Поруч проходить автомобільна дорога М18 (E105).
Село розташоване за 25 км від міста Вільнянськ, за 25 км — від обласного центру.
Найближча залізнична станція — Вільнянськ — знаходиться за 25 км від села.

## Історія
Село утворилось наприкінці XIX ст. як економія (частина латифундії) дворянина Олександра Олександровича Іваненка, землі належали поміщику до 1917 року. Тут розміщувалося відділення його господарства, а саме: ферми великої рогатої худоби і свиноферми.
7 (20) листопада 1917 року, відповідно до Третього Універсалу Української Центральної Ради, увійшло до складу Української Народної Республіки.
Внаслідок поразки Перших визвольних змагань село надовго окуповане більшовицькими загарбниками.
В 20-х роках це було село Вербове. На базі поміщицького господарства в 1927 р. було засновано тваринницький радгосп «Вербове». Радгосп проіснував до 1941 року.
В 1932-1933 селяни пережили сталінський геноцид.
У вересні 1943 року Червона армія вела бої на підступах до м. Запоріжжя. Поблизу с. Вербове здійснила подвиг санінструкторка військової частини Гнаровська Валерія Йосипівна (1923—1943). Відважна дівчина кинулась зі зв'язкою гранат під ворожий танк. Посмертно їй було присвоєно звання Героя Радянського Союзу.
23 вересня 1943 року село було захоплено Червоною Армією.
В 1945 р. село було названо на честь медсестри — Гнаровське, а радгосп перейменовано в ім. Гнаровської. Валерія Гнаровська похована в братській могилі в центрі села; тут радянською владою було споруджено меморіальний комплекс на честь вояків Червоної Армії. На меморіальній стіні комплексу зображено момент подвигу. Неподалік — на площі села — стоїть бюст Валерії Гнаровської. На місці загибелі санінструкторки, біля автостради Москва — Сімферополь, встановлено обеліск. Про Валерію Гнаровську розповідають матеріали музею, який розміщується в Гнаровській початковій школі.
З 24 серпня 1991 року село входить до складу незалежної України.

## Населення
Згідно з переписом УРСР 1989 року чисельність наявного населення села становила 943 особи, з яких 419 чоловіків та 524 жінки.
За переписом населення України 2001 року в селі мешкало 835 осіб.

### Мова
Розподіл населення за рідною мовою за даними перепису 2001 року:
| Мова       | Відсоток |
| ---------- | -------- |
| українська | 81,68 %  |
| російська  | 18,09 %  |
| молдовська | 0,12 %   |
| румунська  | 0,12 %   |

## Сьогодення
Площа села — 122 га, тут налічується 342 двори.
Кількість населення на 1 січня 2007 року — 861 чол.
День села досі відзначається 23 вересня.
В селі працює будинок культури.

## Економіка
- ТОВ «Агротехніка»
- ТОВ «Агросинтез»
- ФГ «Мартиненко».